# Енеа Йоргі
Енеа Йоргі (15 серпня 1984, Ельбасан) — албанський футбольний арбітр. Він також судить змагання у Суперлігі Албанії. Арбітр ФІФА та УЄФА з 2012 року.

## Суддівська кар'єра
5 липня 2012 року Йоргі провів свій перший матч у європейських кубках в матчі між ФК «Твенте» та УЕ Санта-Колома в рамках першого кваліфікаційного раунду Ліги Європи. Гра завершилася з рахунком 6–0 на користь господарів (голи Робберта Схільдера, Глінора Плета (обидва двічі), Душана Тадіча та Джошуа Джона), а суддя з Албанії показав п'ять жовтих карток, дві з яких одному гравцеві.
Свій перший міжнародний матч він судив 10 жовтня 2015 року, коли Косово перемогло з рахунком 2–0 Екваторіальну Гвінею. Під час цього матчу Йоргі показав три жовті картки, дві з яких отримав один і той же гравець (Лірідон Краснічі), який був змушений залишити поле. Також показав одну пряму червону карточку.